# Tekla

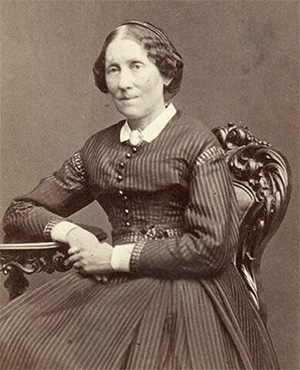
Thekla Knös.

Tekla eller Thekla är ett kvinnonamn av grekiskt ursprung, ursprungligen Theokleia. Det är femininformen av Theokles, bildat av Theos 'gud' och kleos 'rykte', vilket kan uttydas som 'Guds lovprisare' eller alternativt 'den genom Gud berömda'. Namnet finns i almanackan den 23 september till minne av en kvinna som aposteln Paulus omvände till kristendomen och som är helgon i den katolska och de ortodoxa kyrkorna. Hennes gärningar tillsammans med Paulus berättas det om i apokryfa apostlagärningsskrifter.
Det äldsta belägget i Sverige är från år 1725..  
Namnet har varit ovanligt under hela 1900-talet, men fick ett uppsving under den senare delen av 1990-talet. Namnet var dock vanligt förekommande fram till 1880-talet. Den 31 december 2012 fanns det totalt 1 030 personer i Sverige med namnet Tekla/Thekla, varav 344 med det som förstanamn/tilltalsnamn. År 2003 fick 28 flickor namnet, varav 12 fick det som tilltalsnamn.
Namnsdag i Sverige: 23 september, delas med Tea. I den finlandssvenska namnsdagslängden har Tekla namnsdag 23 september sedan starten 1929, då en egen namnsdagskalender togs i bruk för finlandssvenskar.

## Personer med namnet Tekla
- Tekla, sångerska
- Tekla Bądarzewska-Baranowska, polsk kompositör och musiker
- Thekla Borgh, skådespelare
- Tekla Hultin, finländsk politiker
- Thekla Knös, psalmförfattare
- Tekla Nordström, xylograf
- Tekla Sjöblom, skådespelare
- Tekla Åberg, skolledare
- Thecla Åhlander, skådespelare